# Miss pláž
Miss pláž je soutěž o korunku královny Vranovské pláže, která se každoročně koná na pláži Vranovské přehrady.

## Soutěžní disciplíny
1. Rozhovor s porotou
2. Volná disciplína
3. Promenáda v plavkách

## Vítězky soutěže
| rok  | ročník | Autotrh miss pláž | I. vicemiss        | II. vicemiss      | Miss sympatie    | Datum konání      |
| ---- | ------ | ----------------- | ------------------ | ----------------- | ---------------- | ----------------- |
| 2008 | 1.     | Dagmar Šírová     | Lucie Coufalová    | Oksana Serednycká | Dagmar Šírová    | 16. srpen 2008    |
| 2009 | 2.     | Jitka Válková     | Veronika Kozielová | Monika Vavříčková | Nela Slováková   | 1. srpen 2009     |
| 2010 | 3.     | Eliška Urbancová  | Sandra Kalinová    | Adéla Šabatová    | Eliška Urbancová | 31. července 2010 |

| rok  | ročník | Chevignon miss pláž | I. vicemiss         | II. vicemiss       | Miss sympatie       | Miss internet      | Datum konání      |
| ---- | ------ | ------------------- | ------------------- | ------------------ | ------------------- | ------------------ | ----------------- |
| 2011 | 4.     | Lucie Zatloukalová  | Gabriela Gränzerová | Kateřina Kubačková | Gabriela Gränzerová | Michaela Jirásková | 30. července 2011 |
| 2012 | 5.     | Denisa Biskupová    | Lucie Klukavá       | Martina Maloušková | Lucie Klukavá       | Kristýna Čecháková | 27. července 2012 |